# Kalú Gastelum
Jorge Kalú Gastelum Ocampo (Ciudad Obregón, Sonora, 28 de febrero de 1988) es un exfutbolista mexicano, su último equipo fue Cimarrones de Sonora de la Liga de Ascenso de México. Su posición era volante de contención y ahora está retirado.

## Trayectoria
Debutó el día 14 de marzo del 2009 en un juego de su equipo Monarcas Morelia contra el Club Necaxa en el Estadio Victoria en la jornada 10.ª. A partir de la jornada 12.ª, en el partido contra el Deportivo Toluca el técnico Tomás Boy lo pone como titular y conservando el lugar el resto de la temporada.
Ha anotado 2 goles en sus 48 partidos en Primera División siendo su primera anotación a los Tigres y la otra a las Chivas en un verdadero golazo de aprox. 35 m. Debido a su gran actuación en su debutante torneo se ganó el Premio Al Mejor Novato Del Clausura 2009.
Kalú Gastélum desde los 16 años, llegó a fuerzas básicas en la cuarta división. Los visores visitaron Ciudad Obregón donde ese día que estuvieron, la mamá de Kalú lo saco de la preparatoria para que fuera a hacer las pruebas. La mamá ya lista tenía una playera blanca con su short, calcetas y tacos listo para que jugara así fue como Kalú logró la oportunidad de realizar las pruebas nacionales en Morelia para Monarcas. También jugó en Puebla y posteriormente para Jaguares de Chiapas de forma definitiva, al venderse Jaguares y mudarse a Querétaro, los gallos blancos se quedaron con su carta, hasta que pasa de forma definitiva al Club de Fútbol Pachuca para el Apertura 2013.
Tras militar en el Ascenso MX con Coras se incorporó a las filas de los Cimarrones de Sonora su último equipo antes de retirarse. Ha jugado con jugadores mundiales, como Ronaldinho Gaucho y Orbelín Pineda.

## Clubes
| Club                 | País   | Año         | Partidos | Goles |
| -------------------- | ------ | ----------- | -------- | ----- |
| Monarcas Morelia     | México | 2009 - 2012 | 102      | 3     |
| Puebla FC            | México | 2012        | 13       | 0     |
| Jaguares de Chiapas  | México | 2013        | 13       | 0     |
| Pachuca              | México | 2013        | 5        | 0     |
| Atlas de Guadalajara | México | 2014        | 10       | 0     |
| Club Querétaro       | México | 2014-2015   | 6        | 0     |
| Coras de Tepic       | México | 2015 - 2016 | 30       | 1     |
| Cimarrones de Sonora | México | 2016 - 2017 | 34       | 0     |

## Palmarés

### Copas internacionales
| Título                   | Equipo           | Sede           | Año  |
| ------------------------ | ---------------- | -------------- | ---- |
| SuperLiga Norteamericana | Monarcas Morelia | Estados Unidos | 2010 |

### Distinciones individuales
| Distinción                                     | Año  |
| ---------------------------------------------- | ---- |
| Mejor Novato Del Torneo Clausura 2009 Mexicano | 2009 |

- Datos: Q5637869